# DeSoto megye (Mississippi)
DeSoto megye az Amerikai Egyesült Államokban, azon belül Mississippi államban található. Megyeszékhelye Hernando, legnagyobb városa Southaven. Lakosainak száma 185 314 fő (2020. április 1.). DeSoto megye Shelby, Tate, Marshall, Tunica és Crittenden megyékkel határos.

## Népesség
A megye népességének változása:
| Lakosok száma | 161 774 | 163 838 | 166 317 | 168 240 | 173 323 | 185 314 |
|               | 2010    | 2011    | 2012    | 2013    | 2015    | 2020    |